# Herzl Bodinger

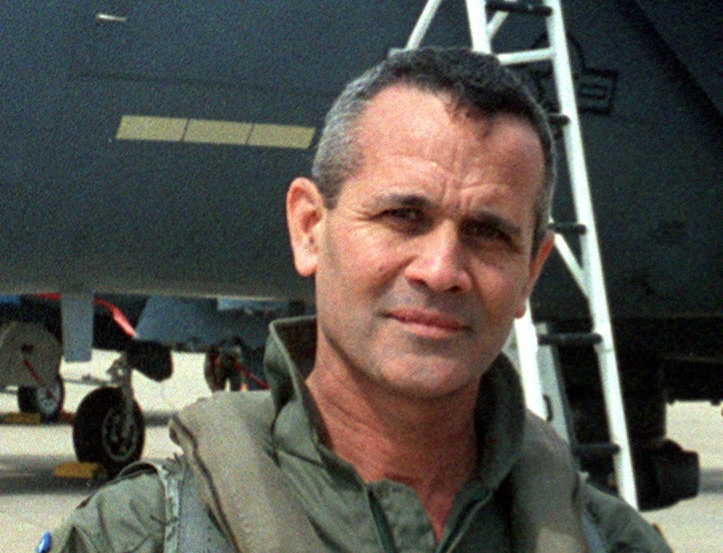
Herzl Bodinger auf der Seymour Johnson Air Force Base, März 1994.

Herzl Bodinger (* 1943 in Israel) ist General (Aluf) außer Dienst der Israelischen Streitkräfte (IDF) und ehemaliger Oberbefehlshaber der Israelischen Luftstreitkräfte. Heute ist Bodinger Mitglied des International Board of Governors der Universitätszentrum Ariel in Samarien.

## Militärkarriere
Bodinger ist im Jahr 1961 in die IDF eingetreten; dort besuchte er die Flugakademie und wurde zum Kampfpilot ausgebildet, wobei er die Dassault Mystère sowie die SO-4050 Vautour flog. Während des Sechstagekriegs diente Bodinger als Vautour-Pilot und nahm an der Operation Moked teil, wo er Flugplätze im Irak und in Ägypten attackierte und zehn Tupolew-Tu-16-Maschinen am Boden zerstörte. Während des Jom-Kippur-Kriegs war er Pilot einer Mirage III und schoss eine syrische MiG-17 ab. Bei Nachkriegskonflikten schoss er eine MiG-21 über den Libanon ab.
Bodinger kommandierte die Israelischen Luftstreitkräfte von Januar 1992 bis Juli 1996. Während seiner 35-jährigen Karriere sammelte er ungefähr 6.000 Flugstunden an und leitete 451 Lufteinsätze.

## Zivilkarriere
Nach seinem Ausscheiden aus der IDF wurde Bodinger zum Leiter des Unternehmens Rada Electronic Industries ernannt. In den 2000er Jahren leitete er ein Komitee, dass von Verkehrsminister Schaul Mofas einberufen wurde, um einen Masterplan für Israels Flughäfen aufzustellen.